# Санди (Юта)
Са́нди (англ. Sandy, официально Sandy City) — город в округе Солт-Лейк, штата Юта, США. Южный пригород Солт-Лейк-Сити. Шестой город в штате по численности населения. Согласно переписи 2010 года, население города составило 87 461 человек, по оценкам бюро переписи населения США на июль 2013 года численность населения составляет 90 231 человек. Санди соединён со столицей штата Юта Солт-Лейк-Сити линией скоростного трамвая.

## География
Согласно бюро переписи населения США, общая площадь города — 57,9 км², из которых: 57,8 км² — земля и 0,1 км² (0,09 %) — вода.

## Города-побратимы
У Санди — два города-побратима:
- Пьедрас-Неграс (исп. Piedras Negras), Мексика
- Риза (нем. Riesa), Германия

## Спорт
Профессиональный футбольный клуб «Реал Солт-Лейк» лиги MLS базируется на стадионе «Рио Тинто Стэдиум», расположенном в Санди.

## Известные жители
- Тамара Мамфорд (род. 1980), оперная певица
- Мэри Элизабет Уинстэд (род. 1984), актриса